# Figlio unico (Rino Gaetano)
Figlio unico è un DVD+CD di Rino Gaetano pubblicato nel 2007.
Il DVD contiene registrazioni di filmati Rai degli anni '70.

## Tracce
1. Mio fratello è figlio unico - 3:18
2. Ma il cielo è sempre più blu - 4:31
3. Berta filava - 3:39
4. Spendi spandi effendi - 3:59
5. Aida - 4:21
6. Gianna - 3:50
7. Nuntereggae più - 5:10
8. E cantava le canzoni - 3:17
9. Corta el rollo ya (versione spagnola di Nuntereggae più) - 3:48
10. Ahi Maria - 5:37
11. Resta vile maschio, dove vai? - 4:55
12. Scusa Mary - 6:15
13. E io ci sto - 4:04
14. Ad esempio a ma piace il sud - 4:13
15. Ancora insieme (Q Concert) - 5:40
16. A mano a mano (Q Concert) - 3:31

## Figlio Unico [2CD+DVD]
CD 1
1. Il leone e la gallina (inedito con Anna Oxa)
2. Ma il cielo e sempre più blu
3. I tuoi occhi sono pieni di sale
4. A khatmandu
5. Tu forse non essenzialmente tu
6. Berta filava
7. Spendi spandi effendi
8. Aida
9. Gianna
10. Nuntereggae più
11. E cantava le canzoni
12. Corta el rollo ya (Versione spagnola di Nuntereggae Più)
13. Ahi maria
14. Resta vile maschio dove vai
15. Ad esempio a me piace il sud (Inedito con Anna Oxa)

CD 2
1. Sandro trasportando (Inedito)
2. Mio fratello è figlio unico
3. Sfiorivano le viole
4. Cogli la mia rosa d'amore
5. Escluso il cane
6. Rare tracce
7. Io scriverò
8. Nel letto di lucia
9. Scusa mary
10. Michele o' pazzo è pazzo davvero
11. E io ci sto
12. Ti ti ti ti
13. Ancora insieme (Q-Concert)
14. A mano a mano (Q-Concert)
15. Le beatitudini

DVD
1. Ma il Cielo è sempre più Blu - Da "Se..." 1975, Regia di Enzo Trapani
2. Berta Filava - Da "Adesso Musica" 1976
3. Spendi Spandi Effendi - Da "Auditorio A" 1977
4. Aida - Da "Auditorio A" 1977
5. Gianna - Con i Pandemonium da "Festival di Sanremo 1978" 1978 - Presenta Vittorio Salvetti"
6. Nuntereggae Più - Da "Discoring" 1978
7. E Cantava Le Canzoni - Da "15° Cantagiro", 1978
8. Nuntereggae Più (In spagnolo da 10 Hertz), 1978
9. Ahi Maria - Da " Una Valigia Tutta Blu" 1979 - Presenta Walter Chiari
10. Resta Vile Maschio Dove Vai - Da "Canzoni da Porto Cervo"
11. Scusa Mary - Da "Crazy Bus" 1981
12. E Io Ci Sto - Da "Crazy Bus" 1981
13. Insieme "Q-Concert" con Riccardo Cocciante e i New Perigeo - 1981
14. A Mano A Mano "Q-Concert" con Riccardo Cocciante e i New Perigeo - 1981
15. Imagine "Q-Concert" con Riccardo Cocciante e i New Perigeo - 1981
16. Mio Fratello è Figlio Unico - 1976